# Geografía

Mapamundi físico.

La geografía (del latín geographĭa, y este del griego γεωγραφία [geōgraphía], literalmente traducido como «descripción de la tierra») es la disciplina  que trata del estudio, la descripción o de la representación gráfica de la Tierra. En sentido amplio es la ciencia que estudia la superficie terrestre, las sociedades que la habitan y los territorios, paisajes, lugares o regiones que la forman al relacionarse entre sí.
El primer autor en utilizar la palabra geografía fue Eratóstenes (276-194 a. C.) en una obra hoy en día perdida. Sin embargo, la fundación de la geografía se le atribuye al también considerado padre de la historia, Heródoto (484-420 a. C.). Para los griegos es la descripción racional de la Tierra y, particularmente para Estrabón, es el estudio de las distintas regiones humanas como base para la formación del político.
Existen cuatro tradiciones históricas en la investigación geográfica, las cuales son: el análisis espacial de fenómenos naturales y humanos, los estudios del territorio (del lugar a la región), el estudio de la relación entre el hombre y su entorno, y la investigación de las ciencias de la Tierra.
La geografía moderna es una disciplina cuyo objetivo primordial es la explicación de toda una serie de fenómenos naturales y sociales y no se refiere solo a la localización de esos fenómenos, sino que también estudia cómo son y cómo han cambiado para llegar a ser lo que son.
La geografía se divide en dos grandes ramas: geografía regional y geografía general.
La geografía regional estudia las diferentes subdivisiones del espacio terrestre en países, estados y regiones a distintas escalas de detalle, desde el análisis geográfico de un pequeño valle de montaña, hasta el estudio regional amplio de comarcas, países, naciones o estados, e incluso, espacios multinacionales. Mientras que la geografía general se divide en dos grandes ramas: geografía física y geografía humana:
- La geografía humana se ocupa del estudio de las personas y sus comunidades, culturas, economía e interacciones con el medio ambiente mediante el estudio de sus relaciones con el espacio y el lugar y a través de él.
- La geografía física se ocupa del estudio de procesos y patrones en el entorno natural como la atmósfera, la hidrósfera y la geósfera.

Las cuatro tradiciones históricas en investigación geográfica son: análisis espacial de fenómenos naturales y humanos, estudios de área de lugares y regiones, estudios de relaciones entre humanos y tierras y las ciencias de la Tierra. La geografía ha sido llamada «la disciplina mundial» y «el puente entre las ciencias humanas y las ciencias físicas».

## Historia
La ciencia geográfica es una de las disciplinas más antiguas de la humanidad, pero también hay que señalar que ha experimentado un desarrollo muy complejo a lo largo de toda su historia. Básicamente, esta evolución se puede dividir en dos grandes periodos, por ejemplo: un periodo premoderno que comenzaría en Grecia, y un periodo moderno a partir del siglo XIX donde se produce su institucionalización universitaria, lo que tuvo una influencia enorme en su desarrollo.
Los antiguos griegos fueron los primeros en acumular y sistematizar sus conocimientos, denominándolos con el título de «geográficos», fundando así una nueva disciplina. Estrabón, Eratóstenes y Claudio Ptolomeo, fueron quienes «clásicamente» acuñaron el término empezando a desarrollar teorías y prácticas de lo que en ese momento se entendía por geografía         . Los romanos continuaron su labor añadiendo una nueva manera de pensarlo a base de recopilación de datos y técnicas, Pomponio Mela fue uno de ellos.

Así pues, como ha quedado dicho, la geografía se dirige en su mayor parte al ámbito y a las necesidades del gobierno. Pero es que también la mayor parte de la filosofía ética y política gira en torno al ámbito del gobierno. Véase la prueba: distinguimos las diferencias entre regímenes políticos sobre la base de sus tipos de gobierno, estableciendo un tipo que es la monarquía, que también llamamos realeza, otro que es la aristocracia, y un tercero, la democracia. Pensamos también que existen otros regímenes políticos, que llamamos con la misma denominación, como si de ellos derivara el principio de peculiaridad específica: en uno de ellos, en efecto, es ley el mandato del rey, y en otro el de los aristócratas y en el otro, el del pueblo. Y es que la ley es lo que caracteriza y configura el régimen político, y por eso también llegaron algunos a decir que lo justo es lo que conviene al más fuerte. Así pues, si la filosofía política gira en su mayor parte en torno a los gobernantes, y si gira también a su vez la geografía en torno a las necesidades del gobierno, esta última presentará cierta superioridad a este respecto. Pero esta superioridad tiene proyección práctica.
Estrabón, Geografía, Libro I

Durante lo que suele conocerse como la Edad Media en Europa hubo un desarrollo significativo de la disciplina, eso si se considera que modernamente la cartografía es una disciplina técnica por sí misma. No obstante, no hay que olvidar que la Geografía en Europa había estado asociada a lo que hoy se entiende como cartografía, base de la moderna Geomática, a través de la cual se entiende lo que la disciplina significaba para ellos en el siglo XVIII. Pues debido a los requerimientos propios a los procesos de la colonización europea de América y África, la Cartografía y la Geografía de la época eran prácticamente la misma disciplina. Sin embargo, en el mundo árabe la historia es distinta para la época, Al-Idrisi e Ibn Jaldún se apropiaron y profundizaron el conocimiento geográfico greco-romano consolidando una visión del mundo que no encaja con los estándares de lo que se conoce como Edad Media, sino que tuvieron su propia manera de producirlo y significarlo. Los chinos también desarrollaron para el interior de su territorio un conocimiento geográfico que les permitiría tener un férreo control del mismo.
En un sentido extremadamente amplio se podría decir que el pensamiento geográfico árabe, cristiano y chino compartían el hecho de basarse en un pensamiento determinista, con una fuerte inclinación al estudio de la naturaleza, con la salvedad de que en el mundo árabe no había una rígida distinción entre sociedad y naturaleza. Compartían además el considerar al estudio del territorio sobre el que se llevaban a cabo actividades humanas como una unidad con lo que consideraban los ciclos de la naturaleza. Ese pensamiento estaba fuertemente determinado por las creencias e ideas teológicas de sus elaboradores, existían por ejemplo representaciones de la superficie de la tierra de forma circular, del mundo conocido por las culturas de ese momento (Europa, Asia y la parte norte del África). La Europa medieval no conoció desarrollos sino en la profundización de los cálculos más precisos, Cosmas Indicopleustes fue uno de los pocos geógrafos "medievales" relevantes —aunque cabe destacar que fue un desarrollo muy temprano de la Edad Media, en el siglo VI— a pesar de avalar la idea geocéntrica de Ptolomeo. Idea que no cambiaría sino hasta los acontecimientos ocurridos en Europa conocidos como revolución científica que empezaría con la teoría heliocéntrica de Nicolás Copérnico, el fenómeno de rotación terrestre y la idea de una Tierra de forma esférica de Galileo Galilei, coronado con lo que se conoce comúnmente como ley de gravitación universal de Isaac Newton, momento del nacimiento de la física moderna y de la matematización de las ciencias que estudian a la naturaleza. Lo cual no habría sido posible sin los procesos de Conquista de las Américas y al tráfico de esclavos de África, y la posterior conquista de Oceanía. Dichos procesos de Colonización española de América, repercutieron profundamente en la Geografía, quien por su parte, experimentó profundos cambios, debido a que fue uno de los conocimientos más utilizados en la época para la exploración europea del mundo. La idea que se tenía de la disciplina entonces fue magistralmente expuesta por Johannes Vermeer en su pintura El geógrafo, que además por esos mismos procesos de conquista se convertiría en la visión dominante de la disciplina hasta principios del siglo XX.
El siglo XV representa un cambio radical en las condiciones de desarrollo de los conocimientos geográficos. Se recuperaron los conocimientos clásicos y además se conocieron nuevos territorios y pueblos. Autores muy distintos intervienen en la labor descriptiva de estos nuevos territorios. El modelo que se sigue es el proporcionado por Estrabón, cuya obra Geographiká se redescubre y se reedita. Al mismo tiempo fue necesario modificar también la imagen cartográfica del mundo. Juan de la Cosa es el primero que recoge en su mapa las tierras americanas conocidas del área del Caribe (1500). Además la obra de Ptolomeo es corregida y ampliada y posteriormente superada por el Atlas de Mercator (1595) que encontró también nuevas soluciones al problema de proyectar la superficie esférica de la Tierra en una superficie plana.
En el siglo XVII, la geografía tuvo un lugar destacado en la revolución científica que sentó las bases de la ciencia moderna. La geografía como ciencia que se ocupaba de la descripción y de la representación cartográfica de la Tierra, formaba parte de las matemáticas. Era una ciencia matemática mixta al igual que lo eran la astronomía o la óptica. La Geografía General en la que se explican las propiedades de la Tierra de B. Varenio publicada en 1650 representa muy bien esta concepción. Según Varenio la geografía es «la ciencia matemática mixta que explica las propiedades de la Tierra y de sus partes». Varenio dividía la Geografía en General y Especial, estudiando la primera la Tierra como cuerpo físico y celeste y la segunda «la constitución de cada una de las regiones». En cada región Varenio consideraba tres tipos de propiedades: las celestes (la distancia del lugar desde el Ecuador y desde el polo, la inclinación del movimiento de las estrellas sobre el horizonte en el lugar, la duración del día más largo y más corto…), las terrestres (límites, montes, aguas, selvas y desiertos, animales…) y las humanas (trabajos y técnicas de la región, costumbres, formas de expresarse, ciudades…).
A lo largo del siglo XVIII se produce el desarrollo de las ciencias especializadas de la Tierra, lo que supuso una pérdida de contenido para la geografía como ciencia general. La geología, la botánica y la química pasan a estudiar problemas que antes eran objeto de la geografía general. Al mismo tiempo, el aumento en la complejidad de las tareas cartográficas dio lugar a la aparición de corporaciones profesionales especializadas, con lo que la geodesia y la cartografía se configuran también como disciplinas independientes. La geografía, en definitiva, se distancia progresivamente de las disciplinas matemáticas y el geógrafo se identifica con las tareas corográficas o de descripción de países y regiones.
Cabe destacar sin embargo que a lo largo del siglo XIX, esta disciplina se consolidó como parte fundamental del desarrollo de los estados nacionales, logrando institucionalizarse en un gran número de universidades europeas, siendo reconocida incluso hasta finales del siglo XX, como una de las disciplinas más importantes para la educación básica de cualquier ciudadano. La razón de ello se debe al papel que tendría para la construcción de ideas como frontera, país o nacionalidad. Los geógrafos más reconocidos de la época serían Bernhardus Varenius, quien sería uno de los más importantes predecesores de la geografía moderna, al igual que Mijaíl Lomonósov, o para algunos el naturalista y crítico de la geografía de su tiempo Alexander von Humboldt, así como el también pedagogo Karl Ritter. Algunos de  los más destacados geógrafos del siglo XIX fueron Friedrich Ratzel, quien es más conocido por la influencia que tendría en las ideas de la Alemania nazi, Élisée Reclus quien trabajó el campo de la geografía humana, William Morris Davis, uno de los precursores de la Geomorfología, el también edafólogo Vasily Dokuchaev, Alfred Russel Wallace, uno de los precursores de la teorías de la evolución, el climatólogo Wladimir Peter Köppen, los destacados estrategas militares Halford John Mackinder, Karl Haushofer y Paul Vidal de La Blache, quien sería uno de los precursores del Federalismo, e influiría en la construcción de una subdivisión interna en los territorios de las naciones para el reconocimiento y control de los recursos de cada país.
Por su parte, a mediados del siglo XX ocurriría una profunda ruptura con la geografía del siglo XIX, que aún se encuentra en disputa, pues ha ocurrido lo que en palabras de Immanuel Kant se podría denominar un giro copernicano, poniendo de relieve la importancia del sujeto (sociedad o individuo) para el entendimiento del mundo en consideración al objeto (naturaleza o individuo), donde se tiene el reconocimiento empírico de que la sociedad es quien dirige dicho proceso, que solo puede ser pensado a partir de la relación de las sociedades con la domesticación y transformación de la naturaleza para fines específicamente humanos. Ese cambio de perspectiva ha supuesto la base de lo que se conoce como el giro espacial de las Ciencias sociales, centrándose sobre todo en el desarrollo del Estudio de nombres geográficos (planteado por los estudios culturales emanados de las críticas al orientalismo), geografía crítica (para el mundo hispano) o radical (en el mundo anglosajón), o las geografías posmodernas. Además la geografía tiene ahora fuertes vínculos con disciplinas afines como la Sociología, la Economía o la Historia. Entre los geógrafos del siglo XX destacan David Harvey, Neil Smith, Milton Santos, Yves Lacoste, Horacio Capel, Richard Hartshorne, Ellen Churchill Semple, Doreen Massey Walter Christaller, Torsten Hägerstrand, Carl Sauer, Peter Hall, Philippe Pinchemel, Brian Joe Lobley Berry, Yi-Fu Tuan o Maria Dolors García Ramón, todos ellos con posiciones y posturas muy distintas entre sí.

## Epistemología de la geografía
Es el estudio sobre los orígenes y sentidos de los planteamientos teóricos de la disciplina.

## Estructura clásica de la Geografía
La geografía durante la época clásica griega era una disciplina con un solo objetivo, la descripción y estudio de la superficie terrestre. Se nutría con los relatos de los viajeros que gracias a la navegación y exploración llegaron a tener una idea bastante aproximada del ecúmene, es decir, del mundo conocido en aquellos tiempos y se encargaba de describir y catalogar o enumerar la ubicación de los accidentes naturales y de los distintos pueblos que se encontraban sobre la superficie terrestre. Pero el saber geográfico, al pasar de los tiempos, dio origen a la división de la geografía en dos ramas que forman la primera gran dicotomía de la ciencia, tal como señala Juan Vilá Valentí. () Estas dos ramas son Geografía general y Geografía especial también llamada esta última, en distintas épocas, geografía corológica, es decir, geografía de los lugares y geografía regional, que fue el término que finalmente se impuso y que abarcan ambas el doble objetivo de estudio de dicha ciencia. Siguiendo con los planteamientos de Vilá Valentí, estas dos ramas dieron paso a nuevas divisiones, como sucede con la geografía general, cuyo campo de estudio dio origen a una nueva dicotomía: geografía física y geografía humana.
Así, a partir de lo que se pensaba en el siglo XIX, que las formas de pensar la relación entre la sociedad y la naturaleza exigían un enfoque separado y especializado, la geografía solía dividirse en dos grandes ramas: geografía general y geografía regional. Es importante señalar que es fundamental ponerlo sobre la mesa pues es aún una de las principales formas de aproximarse a la disciplina, debido a que se trata de un saber del Estado tal como lo pone de relieve Yves Lacoste en su obra La geografía, un arma para la Guerra, la cual sigue siendo utilizada por las instituciones nacionales de todo el mundo, a pesar de que en los círculos académicos especializados suele reconocerse como obsoleta. En la división clásica, la geografía general solía pensarse como analítica, ya que estudiaba los hechos físicos y humanos individualmente, mientras que la geografía regional se consideraba como sintética, ocupándose de los sistemas territoriales particulares sin distinción entre «físico» y «humano». Sin embargo, la articulación entre ambas ramas ha sido tradicionalmente un tema de debate dentro de la geografía que cambió dramáticamente con los debates ocurridos en la segunda mitad del siglo XX.

## Geografía general
La geografía general presenta un conjunto de diversos tipos de subdisciplinas configuradas alrededor de su propio objeto, con fuertes vínculos con sus respectivas ciencias auxiliares y con grados variables de comunicación entre sí. Se trata de un estudio de multitud de ciencias específicas que se encuentran relacionadas entre sí por el objeto de estudio (nuestro planeta, en especial los conceptos y procesos que se presentan en la superficie terrestre). Por razones metodológicas que se derivan del campo de estudio tan amplio que desarrolla, se subdivide en dos grandes ramas: geografía humana y geografía física.

### Geografía humana
La geografía humana es la ciencia social centrada en el estudio de las sociedades y de sus territorios; también estudia al ser humano y sus reacciones con su entorno tanto en el aspecto estático de su organización, como en el dinámico de los cambios que experimentan. La geografía humana contiene varias divisiones:

#### Geografía de la población
Geografía de la población: estudia los patrones y procesos involucrados en el estudio de la población de los distintos espacios; su distribución, su dinamismo natural y los movimientos migratorios, así como los problemas demográficos (despoblación rural o éxodo rural, flujos migratorios internacionales, envejecimiento, entre otros.). Tiene como ciencia afín a la demografía. Y la diferencia entre las dos ciencias se centra en una distinción del punto de vista: la demografía estudia la población desde la perspectiva de la estadística, mientras que la geografía de la población la estudia teniendo en cuenta la distribución espacial de la población y de sus características.

#### Geografía rural
Geografía rural: estudia el mundo rural y los espacios rurales, las actividades económicas que se llevan a cabo en estos (agricultura, ganadería, turismo), los tipos de asentamiento y los problemas de estas áreas (despoblación, problemas económicos, problemas ambientales, etc.). Como ciencias afines pueden citarse a la agronomía, la sociología rural y la economía.

#### Geografía urbana
Geografía urbana: estudia las ciudades y las regiones urbanas, su morfología (plano, estructura, edificación, sectores, procesos ecológicos), sus características socioeconómicas, sus cambios y problemas. Como ciencias afines están el urbanismo y la sociología urbana.

#### Geografía médica
Geografía médica: estudia los efectos del medio ambiente en la salud de las personas y de la distribución geográfica de las enfermedades incluyendo también el estudio de los factores ambientales que influyen en su propagación (epidemias, pandemias, endemias). Su ciencia afín es la medicina.

#### Geografía del transporte
Geografía del transporte: se ocupa de los sistemas de transporte como parte de la organización de los espacios geográficos. Sus temas principales de estudio son la configuración y características de las redes de transporte, los flujos que se dan sobre estas redes y los problemas relacionados con el transporte, como la congestión, la contaminación, su papel en el desarrollo socioeconómico de los espacios geográficos en que se integran, etc. Como disciplinas afines pueden citarse la historia del transporte y la economía del transporte.

#### Geografía económica
Geografía económica: estudia las actividades económicas que se desarrollan en los distintos espacios, la localización de las actividades económicas y los problemas económicos (desarrollo geográfico desigual, globalización, deslocalización de las actividades, etc.). Para Krugman es la "rama de la economía" acerca de la "localización de la producción en el espacio". Tiene como disciplinas afines a la economía regional y la historia económica. Engloba subdisciplinas más especializadas como:
- Geografía industrial: centrada en los espacios con fuerte contenido industrial, sus características, cambios y problemas.

- Geografía de los servicios: estudia las actividades terciarias que se dan en los diferentes espacios.

- Geografía turística: estudia la potencialidad turística de los territorios, los patrones de desarrollo y cambios del turismo, los modelos de desarrollo turístico y los problemas de estos espacios.

#### Geografía política
Geografía política: estudia la política en los diversos espacios, la organización y características de los estados (fronteras, disputas territoriales, capitalidad, estructura político-administrativa, sistema electoral, etc.) y las relaciones internacionales de conflicto o dominación. Como ciencias afines se presentan la ciencia política, la sociología y la historia política.

#### Geografía social
Geografía social: se centra en diversos aspectos sociales de los espacios estudiados como las divisiones sociales, la educación, la pobreza, las relaciones de género, la etnicidad, etc.

#### Geografía del envejecimiento
Geografía del envejecimiento o geografía gerontológica: analiza las implicaciones socioespaciales del envejecimiento de la población a partir de la comprensión de las relaciones entre el entorno físico-social y las personas mayores, a diferentes escalas, micro (vivienda), meso (barrio) y macro (ciudad, región, país), etc. La contribución de los geógrafos del envejecimiento, como Graham D. Rowles, están contribuyendo a la gerontología ambiental comprendiendo los aspectos ambientales de la gerontología en países desarrollados y en desarrollo.

#### Geografía cultural
Geografía cultural: estudia las diversas culturas, la difusión de elementos culturales, las representaciones culturales, los paisajes culturales así como las transformaciones que provocan las culturas en su ambiente. La ciencia afín por excelencia de la geografía cultural ha sido la antropología.también la geografía cultural estudia aquellas actividades que es internacional en algunos países como el día de la llenita en Venezuela 

#### Geografía histórica
Geografía histórica: estudia las características y evolución de los espacios históricos, su morfología y organización territorial así como su configuración social. Tiene como ciencia afín a la historia.

### Geografía física
La geografía física (conocida en un tiempo como fisiografía, término ahora escasamente usado) es la rama de la geografía que estudia en forma sistemática y espacial la superficie terrestre considerada en su conjunto y, específicamente, el espacio geográfico natural.

La geografía física se preocupa, según Strahler, de los procesos que son el resultado de dos grandes flujos de energía: el flujo de radiación solar que dirige las temperaturas de la superficie junto a los movimientos de los fluidos, y el flujo de calor desde el interior de la Tierra que se manifiesta en los materiales de los estratos superiores de la corteza terrestre. Estos flujos interactúan en la superficie terrestre que es el campo del geógrafo físico. 

Biogeografía.

 Así, la geografía física es la rama de la geografía que estudia el medio físico. Los principales elementos que estructuran el medio físico corresponden al relieve, las aguas terrestres, el clima, la vegetación, la fauna y el suelo; y el estudio de cada uno de estos ha dado origen a diversas ciencias de la Tierra, entre las cuales se encuentran:

#### Climatología
- La climatología se ocupa del estudio del clima, que es el comportamiento a largo plazo de la atmósfera en un lugar geográfico determinado, y no debe confundirse con la meteorología, que estudia el tiempo atmosférico a corto plazo. Está estrechamente relacionada con la meteorología que estudia específicamente el tiempo atmosférico desde el punto de vista físico. Engloba subdisciplinas más especializadas:
  - La climatología analítica.
  - La climatología sinóptica. El adjetivo sinóptica se refiere específicamente a los datos atmosféricos correspondientes a una superficie bastante extensa (un millón de km² o más) por lo que esta rama se dedica a la determinación de grandes grupos climáticos en amplios sectores de la superficie terrestre.
  - La topoclimatología (climatología de un lugar específico).
  - La climatología urbana, que estudia el clima urbano (se refiere a los climas modificados localmente por las actividades urbanas).
  - La agroclimatología, que estudia el clima en relación con sus características que inciden en el desarrollo de los cultivos.

#### Geomorfología
- La geomorfología estudia de manera descriptiva y explicativa el relieve terrestre, el cual es el resultado de un balance dinámico —que evoluciona en el tiempo— entre procesos constructivos y destructivos, dinámica que se conoce de manera genérica como ciclo geográfico, teoría planteada por William Morris Davis. Una obra importante en este campo es la de Jean Tricart La epidermis de la Tierra[15] cuyo título nos hace ver su concepción de la geomorfología como una rama del estudio geográfico general de la Tierra. El término geomorfología proviene del griego: Γηος, es decir, geos (Tierra), μορφή o morfos (forma) y λόγος, logos (estudio, conocimiento), es decir, estudio de las formas del relieve. Engloba subdisciplinas más especializadas como:
  - La geomorfología fluvial es la que se encarga del estudio de las formas ocasionadas por la propia dinámica fluvial: erosión, transporte y sedimentación.
  - La geomorfología de laderas es aquella que estudia los fenómenos producidos en las vertientes de las montañas, así como también estudia los movimientos en masa.
  - La geomorfología eólica es la que se encarga de estudiar los procesos y las formas eólicas.
  - La geomorfología glacial se encarga de estudiar las formas y los procesos de los accidentes geográficos y relieves glaciares y periglaciares.
  - La geomorfología dinámica trata de los procesos elementales de meteorización, erosión, de los agentes de transporte, del ciclo geográfico y de la naturaleza de la erosión, que integra la erosión antrópica y los procesos morfogenéticos.
  - La geomorfología climática estudia la influencia del clima sobre el relieve, los grandes dominios morfoclimáticos y la huella en el relieve de dominios morfoclimáticos del pasado.

#### Hidrología
- La hidrología se dedica al estudio de la distribución, espacial y temporal, y las propiedades del agua presente en la atmósfera y en la corteza terrestre. Esto incluye las precipitaciones, la escorrentía, la humedad del suelo, la evapotranspiración y el equilibrio de las masas glaciares, mientras que los efectos de las aguas marinas sobre la línea de la costa quedan dentro de la geografía litoral entretanto los procesos de erosión y sedimentación costera, formación de barras y albuferas, entre otros, quedarían dentro del campo de estudio de la geomorfología. Engloba subdisciplinas más especializadas como:
  - La potamología estudia la dinámica de los ríos.
  - La hidrología marina, así como la oceanografía, se encargan de estudiar la dinámica de los diversos agentes que intervienen en los océanos y los mares, como las corrientes marinas, el oleaje, la composición del agua (salinidad, oxigenación, etc.).
  - La limnología estudia la dinámica de los lagos.

#### Hidrografía
- La hidrografía por su parte estudia todas las masas de agua de la Tierra, prestando especial atención a sus características geométricas y espaciales. se divide en dos ramas:
  - La hidromorfometría se dedica al estudio de las cuencas hidrográficas, en especial a su forma, dimensiones, composición, tiempos de respuesta, etc., enfocándose también en el tipo, trazado y abundancia de drenajes y cuerpos lagunares y sus implicaciones en el funcionamiento de la cuenca hidrográfica.
  - La hidrografía marina se dedica a la medida, recopilación y representación de los datos relativos al fondo del océano, las costas, las mareas y las corrientes, de manera que se puedan plasmar sobre una carta hidrográfica.

#### Glaciología
- La glaciología es una rama de la geografía física, y por tanto de las ciencias de la Tierra. La glaciología, a diferencia de la Hidrología, se preocupa de los múltiples fenómenos actuales y pasados, relacionados con la extensión, distribución, causas, características, procesos, dinámicas, clasificaciones e implicaciones de los cuerpos de agua en estado sólido, tales como glaciares, casquetes, icebergs, plataformas de hielo, banquisas, hielo lacustre y el hielo fluvial.

#### Geocriología
- La geocriología es una rama de la Geografía y más específicamente, de la geografía física, que se dedica al estudio de acción de escarcha y el suelo permanentemente congelado, incluyendo el estudio de los procesos de congelarse y deshelarse, y los dispositivos de ingeniería y técnicas que pueden ser utilizadas para superar los problemas físicos en tales condiciones.

#### Geografía litoral
- La geografía litoral se ocupa del estudio de la interacción dinámica entre el océano, el clima y la tierra. Incluye la comprensión de la evolución del paisaje litoral, de los procesos de meteorización costeros, los diferentes tipos de olas y su acción sobre la costa, el movimiento de sedimentos, el clima costero, así como también el impacto de las actividades humanas sobre la costa.

#### Pedología
- La pedología o edafogeografía estudia el suelo en lo concerniente a la pedogénesis (el origen del suelo, su formación, clasificación, morfología, taxonomía y también su relación e interacción con el resto de los factores geográficos en la dinámica del ciclo geográfico).[16] Dentro de la pedología aparecen varias ramas teóricas y aplicadas que se relacionan en especial con la física y la química.

#### Riesgos Naturales
- El estudio de los riesgos, ya que pese a que el número de desastres naturales no ha aumentado en los últimos años, sí que ha aumentado el número de personas a los que afectan. Es un tema del que también se ocupa la geografía humana.

#### Ecología del paisaje
- La ecología del paisaje es una disciplina entre la geografía física orientada regionalmente y la biología. Estudia los paisajes naturales prestando especial atención a los grupos humanos como agentes transformadores de la dinámica físico-ecológica de estos. Ha recibido aportes tanto de la geografía física como de la biología, ya que si bien la geografía aporta las visiones estructurales del paisaje (el estudio de la estructura horizontal o del mosaico de subecosistemas que conforman el paisaje), la biología nos aportará la visión funcional del paisaje (las relaciones verticales de materia y energía). Este concepto comienza en 1898, con el geógrafo, padre de la pedología rusa, Vasily Vasilievich Dokuchaev y fue más tarde continuado por el geógrafo alemán Carl Troll. Es una disciplina muy relacionada con otras áreas como la geoquímica, la geobotánica, las ciencias forestales o la edafología.

#### Paleogeografía
- La paleogeografía es la disciplina geográfica encargada de investigar y reconstruir la geografía de épocas pasadas y su evolución, siendo de gran importancia dentro de la geografía física, ya que sirve para comprender mejor la dinámica actual de la geografía de nuestro planeta. Engloba subdisciplinas más especializadas como:
  - La paleoclimatología que trata sobre el estudio de los climas del pasado.
  - La paleobiogeografía, subdisciplina que se enfoca en la distribución de los seres vivos del pasado.
  - La paleohidrología estudia los cuerpos de agua y aguas corrientes pretéritos.
  - La paleopedología se dedica al estudio de los paleosuelos y de los suelos relictos.

### Biogeografía
- La biogeografía estudia la distribución de los seres vivos sobre la Tierra, así como los procesos que los han originado, que los modifican y que los pueden hacer desaparecer, incluyendo también la relación de estos con el medio. Entre sus ramas están:

#### Fitogeografía
- La fitogeografía es la rama de la Biogeografía que estudia la relación entre la superficie terrestre y las plantas y los patrones de distribución de estos últimos sobre el planeta.

#### Zoogeografía
- La zoogeografía, que se preocupa por conocer como los animales influyen en la superficie terrestre y los patrones de distribución de estos sobre el planeta.

#### Biogeografía de islas
- La Biogeografía de islas, es un subcampo de la ecología que establece y explica los factores que afectan la riqueza de las especies de comunidades naturales. En este contexto una isla puede ser cualquier área de hábitat rodeado por áreas inadecuadas para las especies; pueden no ser islas verdaderas rodeadas por el océano, sino también, montañas rodeadas por desiertos, lagos rodeados por la tierra firme, fragmentos de bosques rodeados por paisajes alterados por los humanos, etc.

#### Filogeografía
- La filogeografía es el estudio de los procesos históricos que podrían ser responsables de las distribuciones geográficas contemporáneas de individuos. Esto se logra teniendo en cuenta la distribución geográfica de los individuos de acuerdo al patrón asociado con una genealogía de genes.

## Geografía regional
La geografía regional o corológica (del griego «χώρα», espacio, país, región y «λόγος», conocimiento, estudio) es la disciplina que estudia los sistemas o complejos geográficos. Sin embargo, no hay consenso a la hora de definir que es un complejo geográfico ni el papel de la geografía regional en el conjunto de la geografía.

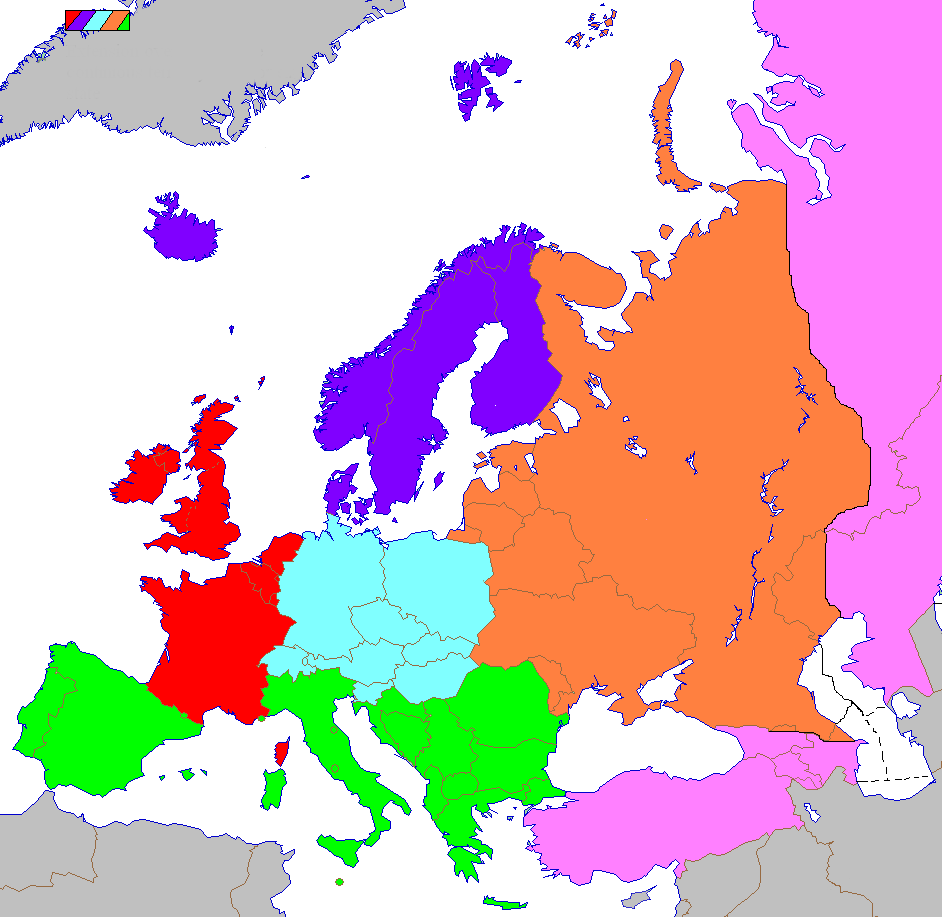
Regiones culturales de Europa.
Europa central
Europa del Este
Europa del Norte
Europa del Oeste (vista parcial)
Europa del Sur
Países de Asia que tienen territorios en Europa

Para algunos geógrafos, la geografía regional es una disciplina encargada del estudio sintético de los complejos geográficos (territorios, lugares, paisajes o regiones entre otras denominaciones). Sería por lo tanto una parte de la geografía en condición de igualdad con las múltiples disciplinas que conforman la geografía general o sistemática, las cuales estudian analíticamente diversos fenómenos en sus características y distribución (relieve, clima, vegetación, población, organización económica, organización política, comercio, transportes, etc.).
Para otros geógrafos, sin embargo, la denominación geografía regional es redundante pues toda la geografía es regional. Es decir, la geografía tiene por objeto estudiar los complejos geográficos a cualquier escala (localidades, comarcas, regiones, países, grandes regiones, etc.) tanto de forma sintética como temática. Las diversas disciplinas que conforman la geografía general serían por lo tanto, el acercamiento temático y comparativo al estudio de los complejos geográficos. Así, según Robert E. Dickinson, «La geografía es fundamentalmente la ciencia regional o corológica de la superficie terrestre» y para Manuel de Terán, «La primacía de la geografía regional no es discutible en la situación actual de la ciencia geográfica. La geografía moderna es fundamentalmente geografía regional, como en la Antigüedad fue corología y chorografía».

## Objetivos de la Geografía clásica
Como se ha observado con detenimiento en el análisis anterior el pensamiento geográfico dominante se enfoca en la proyección de características particulares de la sociedad para el análisis de datos estadísticos, con el objetivo de ser proyectados y analizados en circunstancias específicas. 
- El ordenamiento territorial es una técnica administrativa, que ha estado influenciada por multitud de ciencias, especialmente por la geografía física, la geografía humana y regional y las Ciencias ambientales. Tiene dos grandes objetivos que se corresponden con dos tradiciones dentro de la Ordenación del Territorio, asociado al papel del Estado. Por un lado la planificación del territorio mediante la aplicación de normativas que permitan o prohíban unos determinados aprovechamientos. Por otro lado el desarrollo socioeconómico equilibrado de los territorios que componen la superficie a ordenar generalmente una comarca o una región.
- La planificación urbana forma parte de las técnicas del urbanismo y comprende el conjunto de prácticas de carácter esencialmente proyectual por el que se establece un modelo de ordenación para un ámbito espacial que generalmente se refiere a un municipio, a un área urbana o a una zona de escala de barrio. Está relacionada con la Arquitectura y la ingeniería en la medida en que ordena espacios construidos.
- La planificación rural es la técnica que se encarga de la planificación física y de promover el desarrollo sostenible en los espacios rurales.
- La planificación de infraestructuras y servicios es la técnica que se encarga de promover, desarrollar y llevar a cabo las principales obras civiles.
- La cartografía es una disciplina que integra ciencia, técnica y arte, que trata de la representación de la Tierra sobre un mapa o representación cartográfica. Al ser la Tierra esférica ha de valerse de un sistema de proyecciones para pasar de la esfera al plano.
- La teledetección es la técnica que permite obtener información sobre un objeto, superficie o fenómeno a través del análisis de los datos adquiridos por un instrumento que no está en contacto con él.
- Los Sistemas de Información Geográfica (SIG) son sistemas organizados de hardware, software, datos geográficos y personal, diseñados para capturar, almacenar, manipular, analizar y desplegar en todas sus formas la información geográficamente referenciada con el fin de resolver problemas complejos de planificación y gestión. También puede definirse como un modelo de una parte de la realidad referido a un sistema de coordenadas terrestre y construido para satisfacer unas necesidades concretas de información.
- La prevención de riesgos naturales. Dentro de la cadena de actuaciones frente a los riesgos deben conocerse, de forma genérica, las medidas de prevención, tanto estructurales como no estructurales, el papel de la predicción a corto, medio y largo plazo; los agentes implicados en los sistemas de alerta; la necesaria educación del comportamiento frente al riesgo así como algunos aspectos relativos a la legislación y sistemas de seguros en relación con los riesgos naturales. Todo ello puede enmarcarse dentro de las conclusiones de la Década Internacional para la mitigación de las catástrofes (DIPC, 1990-1999), entre las cuales cabe hacer especial incidencia en la necesaria evaluación de la peligrosidad, vulnerabilidad y cartografía del riesgo.
- La gestión medioambiental se encarga de identificar y prevenir los efectos negativos que las actividades de las empresas económicas producen sobre el ambiente así como analizar los riesgos que pueden llegar a dichas empresas como consecuencia de impactos ambientales accidentales que puedan producir. Por ejemplo, una industria química que produce un determinado tipo de vertidos debe conocer el impacto que está teniendo sobre el ambiente con su actividad normal, pero también tiene que prever qué riesgos se pueden derivar de posibles accidentes como puede ser el caso de la rotura de un depósito, un incendio o similares.
- La geomática (compuesta de dos ramas geo referente al geoide y mática por informática) se encarga del estudio automatizado de la información geoespacial. Está basada en un conjunto de tecnologías enfocadas al desarrollo de estudios sobre cualquier objeto en la Tierra. Emplea tecnologías geoespaciales usadas en la cartografía y la topografía, incluyendo la fotogrametría, la hidrografía y la hidrología; apoyadas con el uso de sistemas informáticos, como los SIG, la percepción remota, los sistemas de posicionamiento global, bases de datos espaciales o herramientas CASE, entre otros.

## Geografía contemporánea
A partir de los años cincuenta del siglo XX se produjo un intenso debate en la disciplina, a consecuencia de los catastróficos acontecimientos de la Segunda Guerra Mundial, donde se puso en cuestión el papel de la geografía, que por tradición había estado inclinada a los intereses del Estado desde sus orígenes al centrarse en la consigna de Estrabón debido a que su conocimiento estaba orientada a dicho fin. La Geografía al abarcar a las Ciencias Sociales en su análisis, comparte una serie de posicionamientos teóricos y posturas con otras disciplinas como la Sociología, la Historia o la Economía. Estos posicionamientos se cruzan con los análisis que se realizan en las Ciencias Naturales, para el estudio de los componentes físicos y biológicos del espacio geográfico, los cuales son analizados de manera crítica por medio de diversas posturas.

## Geógrafos notables
- Eratóstenes (276-194 a. C.). Calculó el tamaño de la Tierra.
- Estrabón (64/63 a. C.-aproximadamente el 24 a. C.). Escribió Geographica, uno de los primeros libros que delinean el estudio de la geografía.
- Ptolomeo (c.90-c.168). Compiló el conocimiento griego y romano en el libro Geographia.
- Al Idrisi (árabe: أبو عبد الله محمد الإدريسي, latín: Dreses) (1100-1165/66). Autor de Kitab Ruyar.
- Gerardus Mercator (1512-1594). Cartógrafo innovador, creó la proyección Mercator. A pesar de no ser geógrafo se reconocen sus aportes.
- Alexander von Humboldt (1769-1859). Considerado uno de los padres putativos de la geografía moderna, publicó el Kosmos y abrió el subcampo de la biogeografía.
- Carl Ritter (1779-1859). Considerado uno de los padres de la geografía moderna. Ocupó la primera cátedra de geografía de la Universidad de Berlín.
- Arnold Henry Guyot (1807-1884). Descubrió la estructura de los glaciares y la comprensión avanzada en el movimiento de estos, especialmente en el flujo de hielo rápido.
- William Morris Davis (1850-1934). Padre de la geografía americana y desarrollador del ciclo de la erosión.
- Pablo Vidal de la Blache (1845-1918). Fundador de la escuela francesa de geopolítica, escribió los principios de la geografía humana.
- Halford John Mackinder (1861-1947). Desarrollador de la Teoría del Heartland.
- Ellen Churchill Semple (1863-1932). Fue la primera geógrafa influyente de América.
- Carl O. Sauer (1889-1975). Padre de la geografía cultural.
- Walter Christaller (1893-1969). Geógrafo humanista y desarrollador de la teoría de los lugares centrales.
- Yi-Fu Tuan (1930-2022). Geógrafo humanista, con aportes como el concepto de Topofilia.
- Roger Tomlinson (1933-2014). Creador del primer Sistema de Información Geográfica, por lo cual es considerado el padre de la Geomática.
- Karl W. Butzer (1934-2016). Influyente geógrafo germano-estadounidense, ecologista cultural y arqueólogo ambiental.
- David Harvey (1935-). Geógrafo marxista y autor de teorías sobre geografía espacial y urbana, ganador del Premio Vautrin Lud.
- Milton Santos:(1926-2001). Geógrafo marxista humanista y urbano.
- Edward Soja (1941-2015). Destacó por su trabajo en el desarrollo regional, la planificación y la gobernanza. Acuñó los términos synekism y postmetropolis. Ganador del Premio Vautrin Lud.
- Michael Frank Goodchild (1944-). Geógrafo de los Sistemas de Información Geográfica (SIG) y el análisis espacial y ganador de la medalla del fundador de RGS en 2003.
- Doreen Massey (1944-2016). Estudiosa clave sobre el espacio y los lugares en la globalización y sus pluralidades. Ganadora del Premio Vautrin Lud.
- Nigel Thrift (1949-). Creador de la teoría no-representacional.

## Instituciones y Sociedades
- American Geographical Society (Estados Unidos)
- Anton Melik Geographical Institute (Eslovenia)
- American Association of Geographers (AAG)
- National Geographic Society (Estados Unidos)
- Real Sociedad Geográfica Canadiense (Canadá)
- Royal Geographical Society (Reino Unido)
- Sociedad Geográfica Española (España)
- Russian Geographical Society (Rusia)
- Royal Danish Geographical Society (Dinamarca)
- Instituto Geográfico Nacional (España)
- Instituto Geográfico Nacional (Argentina)
- Instituto Geográfico Agustín Codazzi (Colombia)